# Ram Nath Kovind
Ram Nath Kovind (Paraunkh village, Derapur (Brits-Indië), 1 oktober 1945) is een Indiaas advocaat en politicus. Hij was van 25 juli 2017 tot 25 juli 2022 de 14e president van India.
Van 1994 tot 2006 was Kovind parlementslid en van 2015 tot 2017 gouverneur van Bihar. Hij behoort tot de Bharatiya Janata Party.

## Persoonlijk leven en opleiding
Ram Nath Kovind werd geboren in het huidige Uttar Pradesh als zoon van Maikulal Kovind, een kleine handelaar die onderdeel was van de Dalitgemeenschap Kori. Het gezin met acht kinderen woonde in een lemen hut, die uiteindelijk zou instorten. Ram was slechts vijf jaar oud toen zijn moeder overleed aan brandwonden van een brand in hun onderkomen. Op de plaats waar zijn geboortehuis stond, werd later een gemeenschapshuis gebouwd.
Na het lager onderwijs liep Kovind iedere dag naar het dorp Khanpur, 6 kilometer verder, om junior school te volgen. Uiteindelijk zou hij een bachelorgraad in bedrijfskunde en een juridische graad aan DAV College behalen.
In 1974 trouwde hij met Savita Kovind, met wie hij een zoon en dochter heeft.

## Carrière

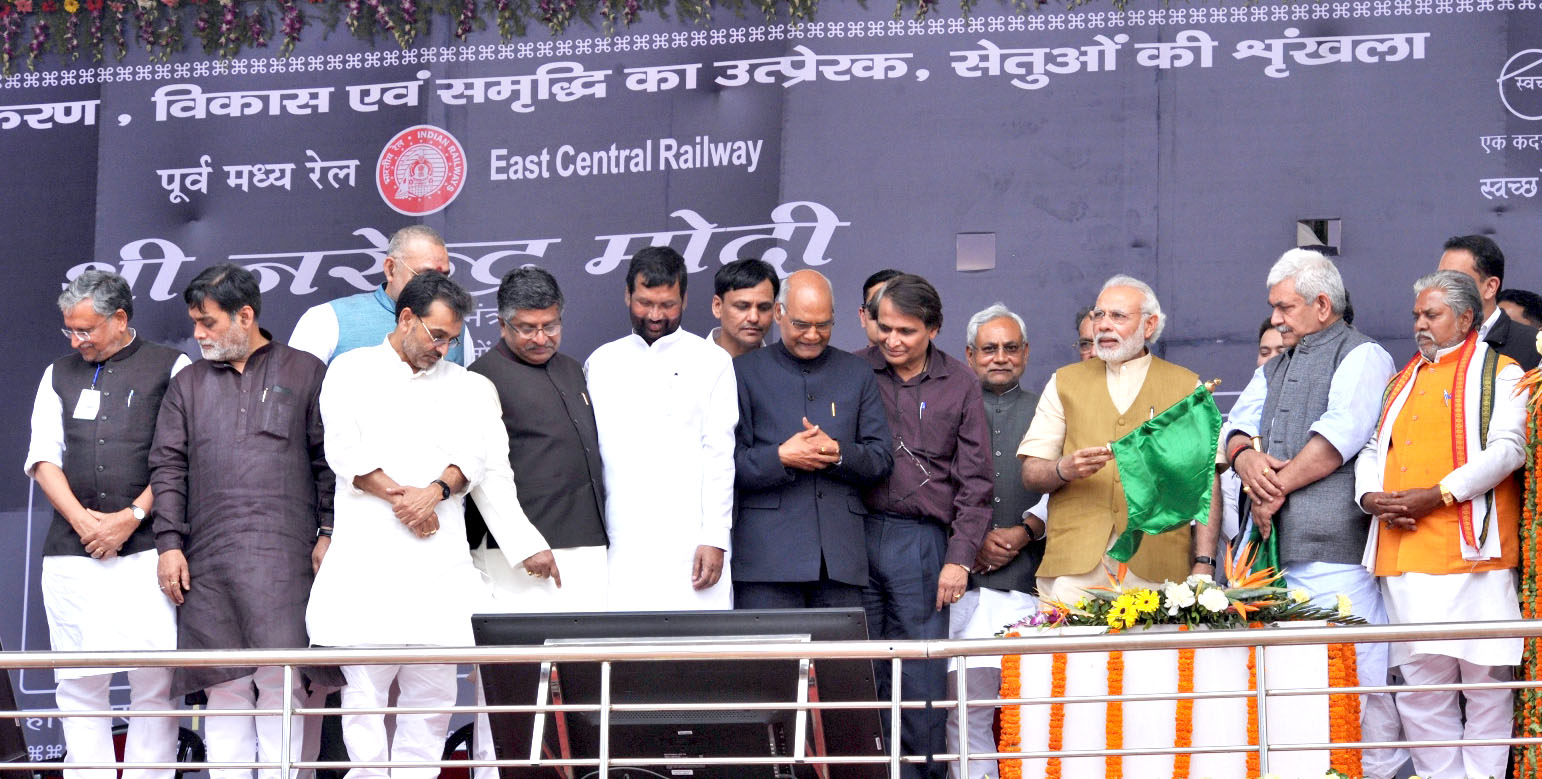
Kovind met premier Modi in Bihar, 2016.

### Advocaat
Nadat hij zijn juridische graad behaald had, bereidde Kovind zich voor op een ambtenarenexamen. Hij slaagde bij zijn derde poging, maar werd uiteindelijk geen ambtenaar omdat hij was geselecteerd voor een aanverwante organisatie, en advocaat werd. Hij schreef zich in 1971 in als advocaat in Delhi, waar hij de centrale overheid vertegenwoordigde als advocaat bij het Delhi High Court tussen 1977 en 1979. Daarnaast was hij een jaar persoonlijk assistent van Morarji Desai, destijds premier van India. In 1978 werd hij toegelaten als advocaat bij het Hooggerechtshof van India, en vertegenwoordigde de centrale overheid tussen 1980 en 1993. Als advocaat werkte hij pro bono voor de achtergestelde delen van de samenleving, vrouwen en armen via de Free Legal Aid Society in New Delhi.

## Politiek
In 1991 werd Kovind lid van de BJP. Tussen 1998 en 2002 was hij voorzitter van de Dalitafdeling van BJP en diende een tijd als nationaal woordvoerder van de partij. Hij was kandidaat voor het parlement in Ghatampur en Bhognipur in Uttar Pradesh namens de BJP, maar verloor beide keren. In 2010 kwam Kovind in opspraak toen hij stelde dat de islam en het christendom niet eigen waren in India. Dit stelde hij in antwoord op een voorstel dat een percentage overheidsbanen gereserveerd moest worden voor religieuze en linguïstische minderheden.

### Rajya Sabha
In 1994 werd Kovind gekozen namens Uttar Pradesh in de Rajya Sabha, het Indiase hogerhuis. Hij was twee termijnen (12 jaar) lid, tot maart 2006. Hij was lid van de parlementaire commissie voor welvaart van de 'scheduled' kasten en stammen, binnenlandse zaken, olie en gas, sociale rechtvaardigheid en ondersteuning en Justitie. Hij was ook voorzitter van het Rajya Sabha House Committee. Via het Members of Parliament Local Area Development Scheme, een regeling waarbij parlementsleden zelf fondsen kunnen aanwenden voor lokale ontwikkeling, richtte hij zich op onderwijs in landelijke gebieden door schoolgebouwen op te zetten. Hij bezocht diverse landen op werkbezoeken als parlementslid.

### Overige aanstellingen
Kovind was bestuurslid van de Dr. B.R Ambedkar University in Lucknow en commissaris van de IIM Calcutta. Hij vertegenwoordigde India bij de Verenigde Naties en sprak in oktober 2002 de Algemene Vergadering toe.

### Gouverneur
Op 8 augustus 2015 werd Kovind door de president aangesteld als gouverneur van Bihar, en op 16 augustus werd hij als zodanig ingezworen. Hij werd geprezen om het instellen van een commissie tot onderzoek naar onregelmatigheden betreffende de promotie van ongeschikte docenten, het verkeerd besteden van fondsen en het aanstellen van ongeschikte kandidaten aan universiteiten.

## President
In 2017 werd Kovind genomineerd als 14e president van India, waarna hij ontslag nam als gouverneur - welk Pranab Mukherjee, de toenmalig president, accepteerde op 20 juni. Een maand later won hij de verkiezingen met 65% van de stemmen van oppositiekandidaat Meira Kumar. Op 25 juli 2017 werd hij ingezworen. Zijn ambtstermijn duurde exact vijf jaar. Op 25 juli 2022 werd hij als president opgevolgd door Draupadi Murmu.
- Gemeinsame Normdatei: 1215942761
- International Standard Name Identifier: 0000 0004 9879 0601
- Library of Congress Control Number: n2017245728
- Virtual International Authority File: 14150565695906252633
- WorldCat: E39PBJqfJJQ9yjtmhcfpbwTj4q

Rajendra Prasad · Sarvepalli Radhakrishnan · Zakir Hussain · Varahagiri Venkata Giri (interim) · Muhammad Hidayat Ullah (interim) · Varahagiri Venkata Giri · Fakhruddin Ali Ahmed · Basappa Danappa Jatti (interim) · Neelam Sanjiva Reddy · Zail Singh · Ramaswamy Venkataraman · Shankar Dayal Sharma · Kocheril Raman Narayanan · Abdul Kalam · Pratibha Patil · Pranab Mukherjee · Ram Nath Kovind · Draupadi Murmu